# Weitefeld
Weitefeld är en kommun och ort i Landkreis Altenkirchen i förbundslandet Rheinland-Pfalz i Tyskland.
Kommunen ingår i kommunalförbundet Verbandsgemeinde Daaden-Herdorf tillsammans med ytterligare nio kommuner.